# Iota Unum. Studio delle variazioni della Chiesa Cattolica nel secolo XX
Iota Unum  è un libro scritto da Romano Amerio, filosofo e teologo svizzero, pubblicato nel 1985 e tradotto in sei lingue.

## Contenuto
L'opera è uno studio dedicato alle relazioni filosofiche tra Verità e Vita, ed è uno studio profondo che consiste nel descrivere le variazioni ed i cambiamenti della Chiesa cattolica dovuti al Concilio Vaticano II rispetto al magistero precedente. Questo libro è riconosciuto complessivamente come il massimo contributo alla conservazione della grande tradizione filosofica tomistica e all'individuazione della crisi della Chiesa a partire dagli anni successivi al Concilio.
In concreto l'Autore mette in confronto i contenuti dei documenti ufficiali della Chiesa Cattolica, pubblicati negli anni immediatamente precedenti il Concilio Vaticano II, con quelli pubblicati negli anni successivi. Sembrano essere frutto di Chiese diverse .
Esprime la propria opinione solo nelle ultime righe dell'ultima pagina (esattamente pagina 636 dell'edizione 1985).

## Edizioni
- Iota Unum. Studio delle variazioni della Chiesa Cattolica nel secolo XX, Milano-Napoli, R. Ricciardi, 1985; poi Torino, Lindau, 2009; Verona, Fede & Cultura, 2009